# The Mamas & the Papas
A The Mamas and the Papas 1960-as/70-es években népszerű amerikai folk-rock együttes volt. Tagjai: John Phillips, Michelle Phillips, Denny Doherty, Cass Elliot, Jill Gibson és Mackenzie Phillips. 1965-ben alakultak meg Los Angelesben. Legismertebb daluk a "California Dreamin'".
Az együttes If You Can Believe Your Eyes and Ears című albuma bekerült az 1001 lemez, amelyet hallanod kell, mielőtt meghalsz című könyvbe.

## Diszkográfia
- If You Can Believe Your Eyes and Ears (1966)
- The Mamas and the Papas (1966)
- The Mamas and the Papas Deliver (1967)
- The Papas and the Mamas (1968)
- People Like Us (1971)